# Bundesstraße 497
Die Bundesstraße 497 (Abkürzung: B 497) ist eine deutsche Bundesstraße im südöstlichen Niedersachsen. Sie verbindet Holzminden mit Uslar und quert den Solling. Von Holzminden-Pipping bis Mühlenberg führt die B 497 entlang des Baches Dürre Holzminde.

## Überblick
- Länge: 20,6 km
- Anfangspunkt: Holzminden
- Endpunkt: Uslar-Schönhagen

## Geschichte
Die befestigte Straße (Chaussee) von Holzminden nach Neuhaus wurde 1841–1843 erbaut. Diese Landstraße wird seit Beginn der 1970er Jahre als Bundesstraße 497 bezeichnet, 2006 wurde sie teilweise ausgebaut.

## Sehenswürdigkeiten

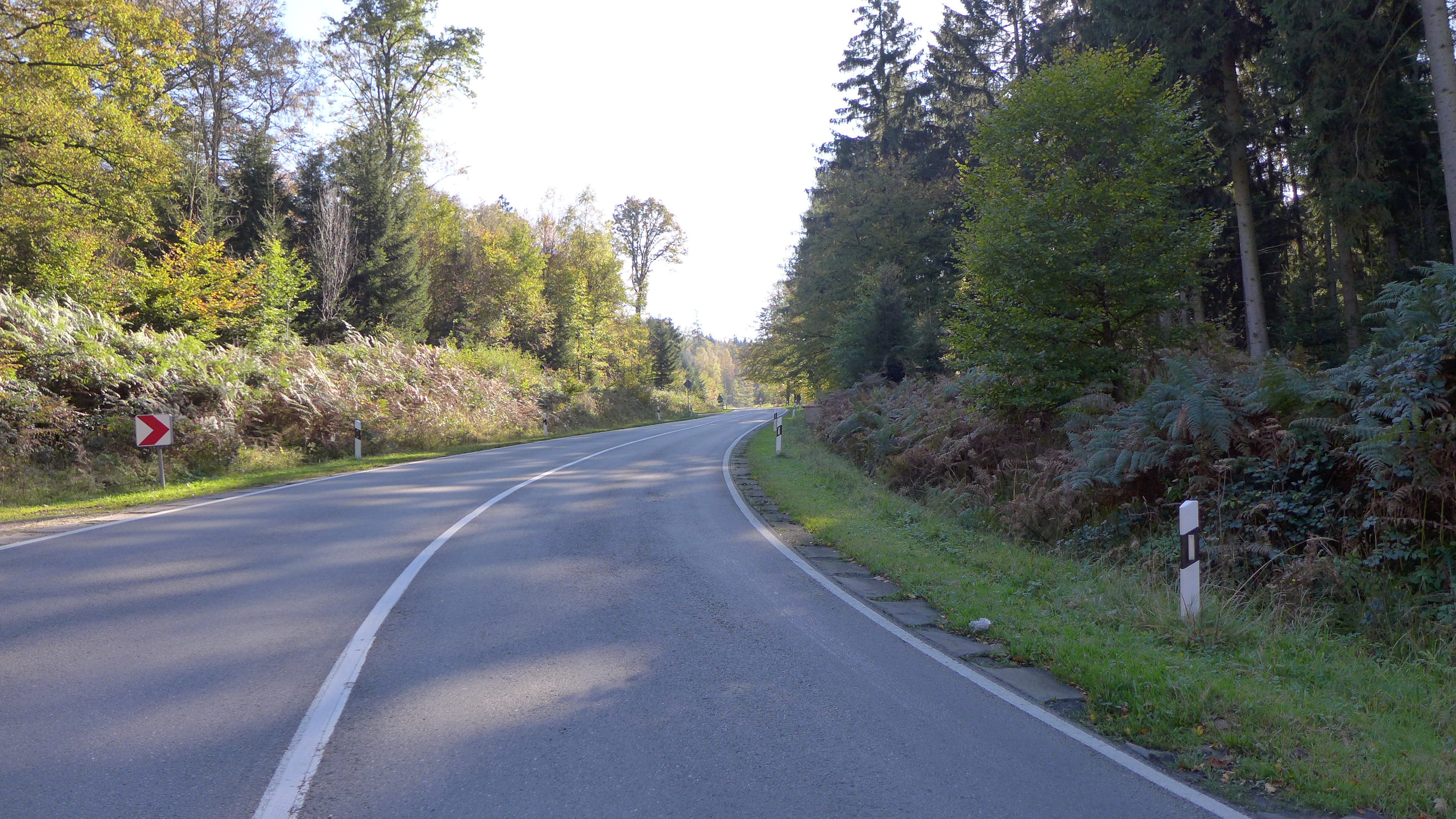
B 497 zwischen Holzminden und Neuhaus im Solling

Die landschaftlich reizvolle Strecke führt durch den Naturpark Solling-Vogler und ist Teil der Deutschen Märchenstraße.
Von der Bundesstraße aus sind das NSG Ahlewiesen und die Ahlequellen zu erreichen, in deren Nähe der Bredenstein liegt. Unweit liegen zudem der Hochseilgarten Silberborn und der Wildpark Neuhaus im Solling und der Erlebniswald Schönhagen mit Baumhäuser zum nächtigen mit einem Aussichtsturm.
Hinter dem Ort Mühlenberg steht das Leisser-Denkmal, ein Sandstein-Obelisk für den Forstmeister Georg Ludwig von Leisser, der durch einen Jagdunfall am 20. April 1773 starb. Außerdem steht der Klimaturm unweit dieser Bundesstraße.